# ビリー・スクワイア
ビリー・スクワイア（Billy Squier、＜William Haislip Squier / ウィリアム・ハイスリップ・スクワイア＞ 1950年 5月12日 -）は、アメリカのロックミュージシャン兼歌手。1980年代初頭にアリーナロックとクロスオーバーヒットを連続して記録した。
代表曲に「The Stroke」、「Lonely Is the Night」、「My Kinda Lover」、「In the Dark」、「Rock Me Tonite」、「Everybody Wants You」、「Emotions in Motion」、「Love Is the Hero」、「Don't Say You Love Me」、「The Big Beat」などがある。 ベストセラーアルバムである1981年の『Don't Say No』は、パワーポップとハードロックのギャップを埋める、アリーナロックジャンルの画期的なリリースと見なされている。
スクワイアは1980年代初頭のロックミュージックの象徴として見なされ、特に最も成功した期間は、1981年から1984年までの範囲で、その間に彼は5つのトップ10メインストリームロックヒット（内2件はナンバーワンヒット）、2つのトップ20シングル、3つの連続したヒットを記録した。またアルバムにおいてもミリオンセラーを記録し、サイクリックMTVローテーションやラジオエアプレイにも恵まれた。メインストリームでの人気とチャートでの成功が落ち着いた後もロックラジオでの存在感は強く、彼の音楽は多くの映画やビデオゲームに使用されてきた。これは1984年に発売された『Rock Me Tonite』のビデオが人気を博したためと言われている。1993年の『Tell the Truth』のリリース後は音楽業界から身を引いたが、時折小規模なツアーや単発のパフォーマンスを続けている。
1980年の曲「The Big Beat」には、Run-DMC、Alicia Keys、Jay-Z、UTFO、Dizzee Rascalなどのアーティストが使用した、最もサンプリングされたドラムブレイクの1つが含まれている。 「The Stroke」もかなりの量のサンプリングが含まれ、特にエミネムの2013年のヒット曲「Berzerk」で顕著である。

## 来歴

### 幼少期～最初のバンド（1950年～1974年）
スクワイアはマサチューセッツ州ウェルズリーに生まれた。成長する過程でピアノとギターを始めたが、ジョン・メイオール＆ザ・ブルースブレイカーズ（エリック・クラプトンと共演）を知るまで音楽に本格的に取り組むことはなかった。9歳の時、祖父から2年間ピアノを教わったが、兄からギターをもらって（あるいは、隣人から90ドルでギターを買ったという話もある）、ギターに興味を持つようになり、14歳の時に最初のバンドである「レルトニーズ」を結成した。
スクワイアにとって最初の公開演奏は1968年、ボストンのケンモア・スクエアにある「サイケデリック・スーパーマーケット」と名付けられたナイトクラブで、そこではエリック・クラプトンと共にバンド「クリーム」を見た。このことがきっかけでより真剣に音楽に取り組むようになった彼は、学校の友人と「マジック・テリー＆ザ・ユニバース」というバンドを結成。1970年代初頭、スクワイアーは後にニューヨーク・ドールズのドラマーとなるジェリー・ノーランと組んだ「キックス」を皮切りに、様々な短命のバンドに挑戦した。1971年には、バークリー音楽院にも短期間通学。スクワイアは教師になりたがったがその後ニューヨークに戻り、ポップバンド「サイドワインダーズ」で演奏した。

### バンド「パイパー」とソロ活動（1975年～1980年）
1970年代半ば、スクワイアは自身の新しいバンドである「パイパー」とレコード契約を結び、彼にとってこれが初めての本格的な音楽業界での活動となった。パイパーは2枚のスタジオレコード『Piper』と『Can't Wait』をリリースした。セルフタイトルアルバムのレビューで、サーカス誌は「米国のロックバンドが制作した史上最高のデビューアルバム」と評した。パイパーはキッスと同じマネージメント会社によって管理されており、1977年のツアーでは、ニューヨークのマディソン・スクエア・ガーデンでの2日間の完売公演を含むキッスの前座として参加した。スクワイアはそこでグループのメインソングライターとフロントマンを兼任していた。
地元のロックシーンで大きな成功を収めたが、パイパーは解散した。1979年、スクワイアはキャピトル・レコードとソロ契約を結び、ソロデビュー作『The Tale of the Tape』の制作を開始し、1980年春にリリースされた。このアルバムは彼に強い勢いを与え、ビルボードのアルバムチャートで169位に留まったものの、3ヶ月間のランクインを記録した。スクワイアのソロとしての最初のシングル「You Should Be High Love」と「The Big Beat」はチャートには入らなかったが、全米のラジオで数度再生され、認知を獲得した。

### 商業的成功： 『Don't Say No』、『Emotions in Motion』（1981年～1983年）
1980年にアリス・クーパーとの小さいながらもかなりの成功を収めた夏のツアーに続き、スクワイアはクイーンのギタリストであるブライアン・メイと連絡を取り、彼に次のアルバムを制作するよう提案した。メイは自身とのスケジュールの競合のため辞退したが、当時のクイーンにおける最新アルバム『ザ・ゲーム』」を制作したレイノルド・マックを推薦した。 スクワイアとマックは力を合わせ 『Don't Say No』を制作。これが絶賛され、3つのヒットシングルを生み出すこととなった。最初の「The Stroke」はスクワイアにとって今までにないほどのヒットとなり、米国ではトップ20に到達し、更にはオーストラリアでトップ5に到達したほか、カナダと英国でチャートを上回り、この曲は彼の唯一のチャート入りとなった。「In the Dark」と「My Kinda Lover」は、成功したフォローアップとなった。そのアルバム中の「Lonely Is the Night」はシングルとしてリリースされていないにもかかわらず、多くのラジオ局に気に入られ、彼の代表曲の1つとなった（ただし英国では「In the Dark」のBサイドとして収録された）。 スクワイアはケーブルテレビの新チャンネル「MTV」でも人気を博し、演奏を中心とした映像が幾度にもわたって放送された。『Don't Say No』は Billboard 200の5位でピークに達し、チャートで2年以上続き、最終的には米国だけで400万枚以上を売り上げ、スクワイアのアルバム中最も商業的に成功したものとなった。 
サードアルバム『Emotions In Motion』は1982年にリリースされ、長期的には前作の売り上げには届かなかったが、米国とカナダの両方でチャート5位になり、約300万枚を売り上げるほどのヒットとなった。このアルバムに収録されている「Emotions in Motion」と「Everybody Wants You」はラジオとビデオにおいてもヒット曲となった。特に「Everybody Wants You」は、メインストリームロックチャートでスクワイアにとって最初の一位であり、1982年の他のどのナンバーワン曲よりも6週間連続でその場所を保持していたことで有名となった。「Emotions in Motion」のツアー中、スクワイアと彼のバンドは、クイーンの1982年ホットスペースツアーの北米レグ以降、初めてヘッドライナーアクトとなった。当時イギリスの新人であったデフ・レパードは彼をサポートし、スクワイアはデフ・レパードにとって歴史的な売り上げとなったアルバム『炎のターゲット』のリリースと併せて、バンドが米国でヒットすることを援助した。

### キャリアの頂点：『Signs of Life』（1984年）
スクワイアは最初のヘッドライニングアリーナツアーを終えた後、1983年後半に4枚目のアルバム『Signs of Life』の曲を執筆し始める。彼はプロデューサーとしてロバート・ジョン "ムット"ランゲを持つことを希望した。しかし、ランゲはすでにカーズに確保されていたため、スクワイアはジム・スタインマンをプロデューサーに迎えることに意思を示した。スタインマンはミートローフの「地獄のロック・アウト」を賞賛し、「私たちの時代で最も情熱的でエキサイティングなロック・レコードである」と表現した。スタインマンはプロジェクトに熱意を示し、スタジオでの彼の役割は通常よりも大幅に小さいものであったにもかかわらず、大きな功績を残した。  結果として得られたアルバムは、スクワイアの典型的なギターの重いハードロックから、よりキーボード指向のスタイルへと変化をもたらし、スタインマンにとっては後のWagnerianのプロデュースへのアプローチのヒントとなった。

### 短期間の復活とキャピトルレコードとの確執（1985年～1993年）
スクワイアはいくつかのライブ出演と、映画『セント・エルモス・ファイアー』のサウンドトラックに新曲「シェイク・ダウン」を提供した以外は、1985年の大半をスポットライトから遠ざかり、しばらく休暇を取ったのちにイギリスのプロデューサー、ピーター・コリンズと次のアルバムを準備した。1986年には5作目『Enough Is Enough』をリリース、市場人気を調査し慎重に作られたが商業的には失敗した。このアルバムは、クイーンのメインボーカルであるフレディ・マーキュリーがバッキング・ボーカルを務めた「Love Is the Hero」というマイナー・ヒットを生んだ。マーキュリーはまた、アルバムに収録されている「Lady With a Tenor Sax」という曲の共同作曲と編曲も担当した。『Enough Is Enough』は推定30万枚を売り上げたが、スクワイアはこのアルバムでのツアーには乗り出さなかった。
スクワイアはその後3年間を6枚目のフルアルバム『Hear & Now』の制作に費やし、1989年にリリースされた。このアルバムは最高64位を記録したが、売上は『Enough Is Enough』と同じ30万枚に留まった。「Don't Say You Love Me」はマイナーながら成功したカムバック・シングルで、彼の最後のHot100ヒットとなり、Billboard Hot 100で58位、Billboard Mainstream Rockチャートで4位となった。
7枚目のアルバム『Creatures of Habit』は1991年にリリースされた。このアルバムのリリース当時は、オルタナティブロック、特にグランジがロックシーンを支配し始めていたため、評論家の中には、このアルバムのサウンドはやや時代遅れだと感じる者もいた。このアルバムは全米117位に留まり、メジャーデビュー以来最も低いチャートとなった。しかしこのアルバムには「She Goes Down」と「Facts of Life」というラジオヒットが収録されており、前者はスクワイアにとって最後のメインストリーム・ロック・チャートでのトップ5入りで、1990年代で最もチャートインしたラジオシングルである。
1993年、スクワイアはキャピトルレコードとの最後のアルバム『Tell the Truth』をリリースし、様々な楽曲を異なるミュージシャンとのセットで演奏している。スクワイア自身は『Don't Say No』と比較して好意的に受け止めていたにもかかわらず、キャピトルレコードはこのアルバムをほとんど何も宣伝せず、この結果、スクワイアのアルバムとしては初めてチャートインせず、Nielsen Soundscanによる全米売上は37,000枚であった。
このアルバムのリリース後、スクワイアはレーベルや音楽ビジネス全体から足を洗うことになる。

### その後（1994年～2022年）
1994年、スクワイアによるオリジナルの脚本『Run To Daylight』は、サンダンス映画祭で最終選考まで進んだ（ただし映画自体の制作はされなかった）。 
1998年2月17日、フレディ・マーキュリーの生涯を描いたモノドラマ『The Afterlife and Times of a Rock God』の初演時、スクワイアは友人への想いを込めて書いた曲「I Have Watched You Fly」を上演前のステージで披露した。彼は、「フレディを友人として知ることができ、光栄でした。あの世で彼とステージを共にできることを願います。」と述べた。
同年、スクワイアは単独で、現在までの最後のスタジオ・アルバムとなる『ハッピー・ブルー』というタイトルのアコースティック・ブルースのストリップ・アルバムをリリースした。このアルバムはスタイル的にもサウンド的にも彼の典型的なハードロック・サウンドから大きく逸脱しており、アルバムで演奏しているミュージシャンはオーバーダビングなしのアコースティックギターを伴うスクワイア自身だけであった。このアルバムのために、スクワイアはヒット曲「The Stroke」を古風なブルースナンバー「Stroke Me Blues」に作り直した。
2001年、『Don't Say No』発売20周年を迎え、同年、『Creatures of Habit』（1991年）以来の大規模なコンサートツアーを敢行した。
2004年、「Everybody Wants You」は、ミュージシャングループFischerspoonerの曲「Emerge」とリミックスされ、『Queer Eye for the Straight Guy』のサウンドトラックに収録された。2006年、スクワイアーはRichard Marx、Edgar Winter、Rod Argent、Hamish Stuart、Sheila Eと共にリンゴ・スター&ヒズ・オール・スター・バンドのツアーに参加。その後、コンサートの全貌を含むこのツアーのドキュメンタリーがDVD化された。2007年、Ronnie Spector、Mitch Ryder、Tone Loc、Deniece Williams、Dr. Hook、Tom Cochraneと共にロックの殿堂に出演。2008年には、Colin Hay、エドガー・ウィンター、Gary Wright、Hamish Stuart、Gregg Bissonetteと共にリンゴ・スター&ヒズ・オール・スター・バンドのツアーに参加。2009年、ドラマーNir Z、ギタリストMarc Copely、長年のベーシストMark Clarke、キーボードプレイヤーAlan St.Jonを含むバンドで、夏から秋にかけて全国ツアーを開始した。
2005年11月30日、ニューヨークのB.B.King'sで、スクワイアは特別なアコースティックライブを行った。このショーのハイライトは、「Everybody Wants You」、「Nobody Knows」、「Learn How to Live」、「Christmas is the Time to Say I Love You」、Happy Blueプロジェクトの大半をアコースティックバージョンで演奏した。VH1クラシックとニューヨークのハードロックラジオのアイコン、エディ・トランクはその夜、スクワイアを 「ロック史上最高のシンガーソングライターのひとり」と紹介した。
2010年5月、スクワイアはマジック・ディック（J. Geils Band）、ジェームス・モンゴメリー・バンド、ジョン・ブッチャー、シブ・ハシヤン（ボストン）、マイケル・カラベロ（サンタナ）、アップタウン・ホーンズ、ジェームス・コットンを含む「ボストン レジェンダート・トゥ・ジェームス コットン」の一員となった。6月にはコットンの招待を受け、ニューヨークのリンカーン・センターで開催された「James Cotton's Blues Summit」に、パイナップル・パーキンス、ヒューバート・サムリン（ハウリン・ウルフのバンド）、タジ・マホールらとともに参加した。11月、スクワイアはニューヨークのイリジウムに出演し、その夜、彼のブルースの曲といくつかのヒット曲の新しいバージョンを紹介するダブルセット「ブルース・デラックス」を演奏した。
Shout！Factoryは2010年7月27日に『Don't Say No: 30th Anniversary Edition』をリリースし、このアルバムが20年以上ぶりにリマスターされたことを明らかにした。また同年、『Tell the Truth』と『Happy Blue』を除くすべてのアルバムがデジタル配信とストリーミングで入手できるようになった。その後、2014年に『Tell the Truth』、2020年に『Happy Blue』が加わった。
2011年10月、スクワイアはニューヨークのエディソン・ボールルームで行われた第3回「Right to Rock」セレブレーションに出演し（スティーブン・ヴァン・ザントやレディー・ガガも参加）、チャリティ団体「Little Kids Rock」を支援し、ジャージーシティの学生グループと「Lonely Is The Night」を披露する。
2012年5月、スクワイアはLi'l Band O' Goldに加わり、New Orleans Jazzfestで数回の公演を行った。メモリアルデーの週末、Squierは友人のロック写真家Rob Shanahanと彼の新刊『Volume One』を支援するため、ニューヨーク州イーストハンプトンのJohn Varvatosストアにサプライズ登場した。6月、ニューヨークで開催された「Industrial Hedgefund Awards Dinner」に出演し、「Little Kids Rock」のための資金調達活動を行った。9月、Westport Blues FestivalでJames Montgomery Bandのセットにゲストとして出演。12月、スクワイアはボストンのハウス・オブ・ブルースで、ロックFM局WBCNのドキュメンタリー番組「The American Revolution」の資金調達コンサートのヘッドライナーを務めた。
2013年夏、スクワイアはロングアイランドのPatchogue Music Festivalで「Electric Man」のライブを行った。11月には、ニューオーリンズのVoodoo Festivalに出演した。地元のブラスバンド、ザ・ストゥージズがスクワイアーの "The Stroke "に参加した。同じ頃、エミネムは "The Stroke" から様々なサンプルを利用した「Berzerk」をリリースした。その後、2014年の作品『Shady XV』では、"My Kinda Lover "をサンプリングしている。
2014年9月、スクワイアはカリフォルニア州アナハイムで開催された9th Jack Showに「Electric Man」ショーを持ち込んだ。

### 新曲（2023年〜現在）
2023年2月14日、「Molly」と題された新曲のクリップがアップロードされ、映像には3月8日と記されていた。 この曲は最終的に「Harder On A Woman」として発表された。

## 私生活
2002年、スクワイアはドイツのプロサッカー選手であるニコル・シェーンと結婚。二人は、ロングアイランドのブリッジハンプトンの自宅と、ニューヨークのマンハッタンにあるセントラルパークウェストのザ・サンレモのアパートメントを行き来していた。スクワイアは2016年現在、17年以上にわたってセントラルパーク・コンサーバンシーのボランティアとして活躍し、20エーカー（81,000m2）の公園を維持するとともに、記事やインタビューでコンサーバンシーを宣伝していた。また、ロングアイランド東部にあるイーストエンドのためのグループとその原生植物を植えるプログラムも支援した。  
1985年、スクワイアはネパールの王子からヘリコプターを借り、その後2人のヘリコプターパイロットに現金1万ドルを渡しエベレストの山頂に着陸させようとしたが、彼らは「危険すぎる」と言い彼を断った。 

## ディスコグラフィー

### スタジオアルバム
- The Tale of the Tape (1980)
- Don't Say No (1981)
- Emotions in Motion (1982)
- Signs of Life (1984)
- Enough Is Enough (1986)
- Hear & Now (1989)
- Creatures of Habit (1991)
- Tell the Truth (1993)
- Happy Blue (1998)

### コンピレーションアルバム
- A Rock and Roll Christmas (various artists compilation) (1994)
- 16 Strokes: The Best of Billy Squier (1995)
- Reach for the Sky: The Anthology (1996) (PolyGram)
- Classic Masters (2002)
- Absolute Hits (2005)
- Essential Billy Squier (2011)
- ICON (2013)

### ライブアルバム
- King Biscuit Flower Hour Presents Billy Squier (1996)
- Live In The Dark (1982, DVD, directed by Keith McMillan)

### 自身のアルバム以外のサウンドトラックでのシングル収録
- 「Fast Times (The Best Years Of Our Lives)」 –『Fast Times At Ridgemont High (1982)』サウンドトラックより
- 「On Your Own」 – 『メトロポリス (1984)』サウンドトラックより
- 「Shake Down」 – 映画『セント・エルモス・ファイアー』サウンドトラックより